# Джозеф Ньютон Чендлер ІІІ
Джозеф Ньютон Чендлер III (англ. Joseph Newton Chandler III; 12 вересня 1926, Нью-Олбані — 23 липня 2002, Істслейк) — псевдонім Роберта Ніколса, який скоїв самогубство в Істлейк, штат Огайо, в липні 2002 року. Після смерті цієї людини слідчі не змогли знайти його сім'ю і виявили, що він вкрав особистість Джозефа Ньютона Чандлера III, восьмирічного хлопчика, загиблого в автокатастрофі в Техасі в 1945 році.
Імовірно Ніколс пішов на такі заходи, щоб приховати свою особистість. Раніше були припущення, він міг бути втікачем.
В кінці 2016 року судово-криміналістичний генеолог Коллін Фіцпатрік (Colleen M. Fitzpatrick) вивчила Y-хромосому Чендлера і встановила наявність зв'язку невідомого чоловіка з прізвищем Ніколас або Ніколс.
21 червня 2018 року було оголошено, що він був ідентифікований як Роберт Айван Ніколс (Robert Ivan Nichols).

## Справжній Джозеф Чендлер
Джозеф Ньютон Чандлер III народився в Буффало, Нью-Йорк. Він був восьмирічним хлопчиком, який  загинув в результаті дорожньо-транспортної пригоди разом зі своїми батьками в Техасі 21 грудня 1945 року..Повідомлення розрізняються з приводу того, де стався нещасний випадок: у Шермані або у Ветерфорді.

## Ідентифікація
Біографія Роберта Ніколса
Роберт Ніколс народився 12 вересня 1926 року в Нью-Олбані, штат Індіана в сім‘ї Сіласа та Альфи Ніколс, які мали чотирьох синів. Під час Другої світової війни він вступив на службу до ВМС США, де служив пожежним на кораблі Aaron Ward, який був атакований японцями під Окінавою в 1945 році. Був поранений і нагороджений пурпуровим серцем. Після війни Ніколс спалив свою форму.
У 1947 році Ніколс одружився з Лаверн Корт, у цьому шлюбі народилося троє синів. Працював креслярем в компанії General Electric. У 1964 році пішов від дружини і дітей, в тому ж році подав на розлучення, заявивши дружині, що вона «в свій час дізнається, чому».. Потім він переїхав в Дірборн, Мічиган; розповів своїм батькам, що працює в автомобільній промисловості.
У тому 1965 року написав батькам, що переїхав в Річмонд, Каліфорнія. У тому ж місяці він відправив лист синові Філу з Напи, Каліфорнія. Більше про нього його сім'я нічого не чула. У тому ж році Ніколс був оголошений в розшук. Аж до 1976 року Ніколс працював, використовуючи своє справжнє ім'я, згідно Службі внутрішніх доходів США.
Ніколс був освічений і, мабуть, розбирався в електротехніці. Він працював електриком і проектувальником для «Lubrizol», хімічної компанії зі штаб-квартирою в Виклиффе, штат Огайо. Компанія відправила його на пенсію в 1997 році. Чоловік стверджував, що у нього нібито є сестра по імені «Мері Вілсон», що живе в Колумбусі, штат Огайо. Адреса, яку він вказував як місце проживання сестри, пізніше виявилась місцем його народження.
Сусіди описували Ніколса як пустельника, який покидав свій дім тільки щоб ходити на роботу. Колеги стверджували, що він рідко спілкувався з кимось і, схоже, у нього було мало друзів, або вони взагалі відсутні. Відзначалися випадки дивної поведінки чоловіка, в тому числі прослуховування білого шуму протягом кількох годин. Одного разу він поїхав у магазин «LL Bean» в штаті Мен (проїзд завдовжки не менше десяти годин і 700 миль / 1100 км), щоб швидко розвернутися і повернутися в Огайо після того, коли виявив, що на стоянці біля магазину відсутнє місце для паркування машини.
У 2014 році на прохання місцевої поліції Пітер Дж. Елліот, маршал Сполучених Штатів в Північному окрузі штату Огайо, знову відкрив справу Чендлера. Ґрунтуючись на ДНК, витягнутої із зразка тканини, що знаходився лікарні в окрузі Лейк, Огайо, був сформований профіль CODIS, але не було знайдено ніяких зачіпок. У 2016 році він попросив судового генеалога Коллін Фіцпатрік порівняти профіль Чендлера Y-STR, отриманий із зразка тканини, по загальнодоступних баз генетичних даних типу 23andMe і MyHeritage. Було виявлено збіг на прізвище Ніколас або Ніколс. У 2018 році організації Фіцпатрік Identifinders International і Прес DNA Doe Project використовували аутосомний SNP-аналіз і базу даних генома людини GEDmatch, що допомогло ідентифікувати Чендлера як інженера-проектувальника з Нью-Олбані, штат Індіана, на ім'я Роберт Айван Ніколс. Збіг профілю CODIS з даними сина Роберта Ніколса, Філа Ніколса, підтвердив ідентифікацію.

## Крадіжка особистості
Чоловік вкрав особистість Чендлера у вересні 1978 року в Рапід-Сіті, Південна Дакота, після подачі заявки на отримання картки соціального страхування і незабаром після цього перебрався в район Клівленда. Вважалося, що він у свій час також жив у Каліфорнії.

## Самогубство
Тіло чоловіка було виявлено в його квартирі 30 липня 2002 року. Імовірно, він скоїв суїцид за тиждень до виявлення. Він покінчив життя самогубством за допомогою пострілу в рот револьвером Харт-Харла (англ. Charter Arms) 38 калібру, який він купив за кілька місяців до самогубства. Незадовго до того у чоловіка був діагностований рак товстої кишки, що, можливо, вплинуло на його рішення вчинити самогубство.
На банківському рахунку чоловіка виявилося 82000 $. Він склав список своїх колег як екстрені контакти. Питання до минулого «Джозефа Чендлера» виникли після того, як влада не змогли знайти його родичів і виявили, що справжній Джозеф Чендлер помер кілька десятиліть тому.  Влада не змогла знайти будь-які придатні для використання відбитки пальців, щоб ідентифікувати особу невідомого, але змогли отримати зразок ДНК тільки після того, як виявили лікарню, яку чоловік відвідав у 2000 році.

## Теорії
Влада впевнена, що цей чоловік був утікачем. Було багато теорій щодо того, звідки він міг втекти, але жодна з них не була підтверджена.
Деякі інтернет-слідчі припустили, що він, можливо, був убивцею Зодіаком, адже його зовнішність нагадувала поліцейські ескізи Зодіаку, а також невідомий проживав у Каліфорнії, де діяв сам Зодіак. Інша теорія полягає в тому, що він був Стівеном Кемпбеллом, інженером з Шайенна, Вайомінг, що розшукувався за замах на вбивство. Влада також вважає, що він, можливо, був німецьким солдатом, який після Другої світової війни втік у Сполучені Штати.

## Особисті  дані
Фізичний опис:
- білий чоловік;
- вік від 65 до 70 років;
- зріст 5 футів 7 дюймів (170 см);
- вага 160 фунтів (73 кг);
- сиве волосся;
- очі сірого кольору.